# La Neige de l'amiral
La Neige de l'amiral (titre original : La nieve del almirante) est un roman colombien d'Alvaro Mutis publié en 1986 et paru en français le 1er janvier 1989 aux éditions Sylvie Messinger. Ce roman a reçu la même année le prix Médicis étranger.

## Éditions
- (es) La nieve del almirante, Colombie, éd. Alianza, 1986  (ISBN 978-8420631769)
- La Neige de l'amiral, éditions Sylvie Messinger  (ISBN 978-2865831227) ; rééd. Paris, Bernard Grasset, coll. « Les cahiers rouges »  (ISBN 2-246-44621-X)